# King's Somborne
King's Somborne, ook Kings Somborne, is een civil parish in het bestuurlijke gebied Test Valley, in het Engelse graafschap Hampshire.